# Šuiči Gonda
Šuiči Gonda (japonsko 権田 修一), japonski nogometaš, * 3. marec 1989.
Za japonsko reprezentanco je odigral 38 uradnih tekem.